# 우취

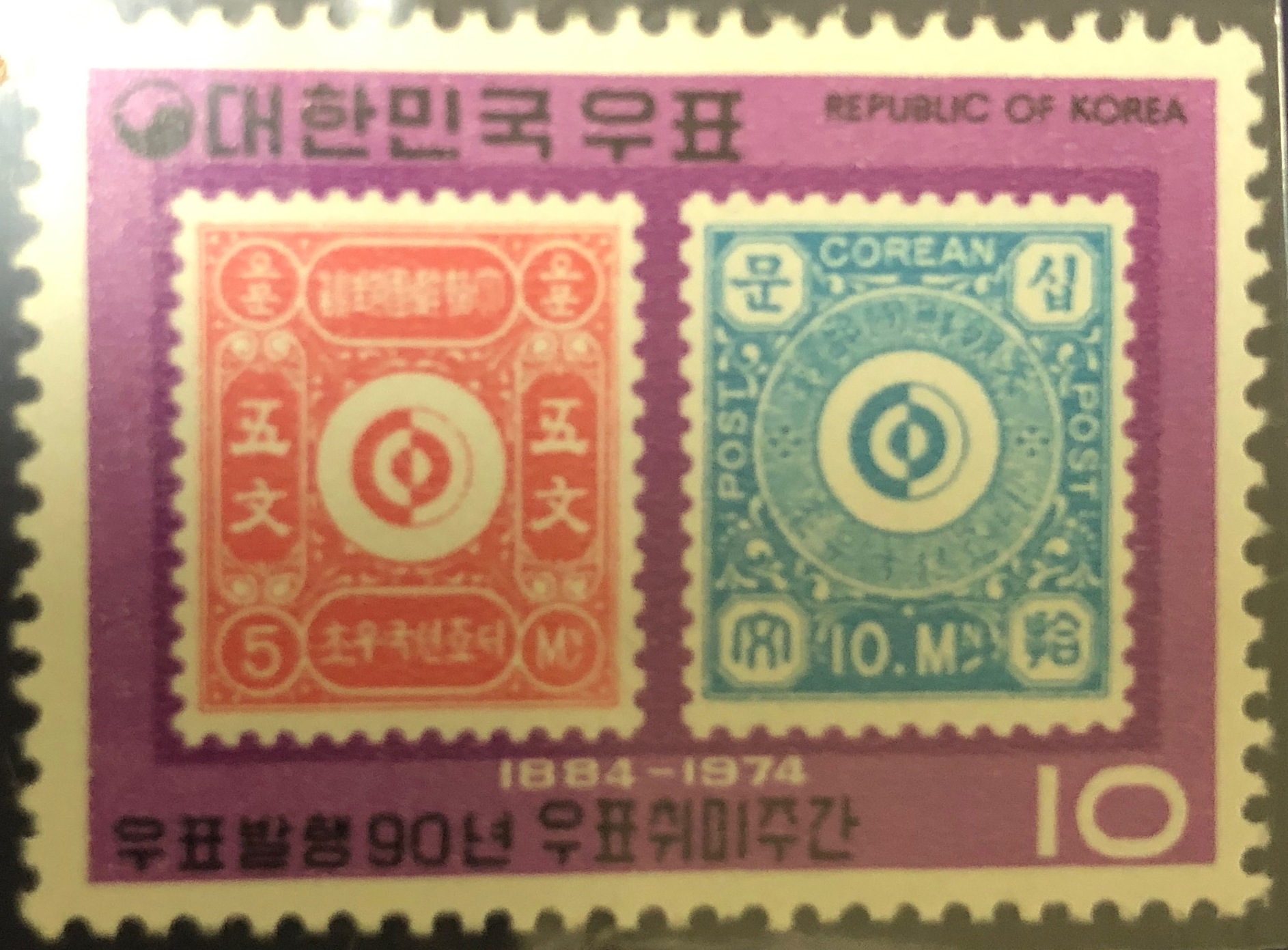
대한민국의 우취 90주년 기념우표

우취(영어: philately)는 우표수집의 차원에서 보다 심층적으로 접근해 우표와 우표와 관련된 자료와 우편을 공부, 연구하여 이를 조합하는 학문적 취미이다. 우취를 하는 수집인을 우취인(영어: philatelist)이라고 하며 일반적으로 우표수집인보다 격이 높은 표현으로 인식된다. 그러나 국제우취연맹에서는 우취를 학문으로 규정하지 않는다. 우표 연구의 성격이 없는 우표수집과는 엄연한 차이가 있다. 박물관 전시용이나 오직 1장이나 그 이상 몇 장밖에 없는 희귀우표를 연구하는 우취인도 가능할 수 있어 우취인은 우표를 수집하지 않아도 우표와 우편을 연구하면 우취인으로 분류된다. 그러나 우취의 범위는 각각 우취인이나 수집인마다 견해가 다른데, 작품 제작을 우취로 규정하는가 하면 우표수집과 우취의 근본적인 정의에 대한 학습, 작품 제작을 하지 않는 우취연구도 우취라고도 한다.
우취의 영문인 Philately는 그리스어 Philo(~를 사랑하는, 좋아하는, 숭배하는)와 Ateleia(세금이나 어떠한 지불이 면제되는, 우편물이 무료송달이 되는)의 합성어이다. 이 단어는 프랑스의 우표수집가였던 조르쥬 엘펭(프랑스어: George Herpin)이 프랑스 우표 월간지인 우표수집가(르 꼴렉쇼네흐 드 팀브레 포스테, (프랑스어: Le Collectionneur de timbres-postes) 1판에 1864년 11월 15일에 기고한 논평에서부터 사용되어 이후 널리 퍼지게 되었다. 독일어로는 Philatelie, 네덜란드어로는 Filatelie, 프랑스어로는 Philatélie 라고 하며 이외 유럽권 국가들의 어원과 기본적인 형태는 동일하다. 한국에서 이를 번역해 우취라고 사용하고 있다. 중국에서는 집우(集邮), 일본에서는 절수수집(切手蒐集)이라는 표현을 사용하는데 이는 우표수집과 전적으로 연관성이 있으므로 적절하지 않은 단어이다.

## 우취의 역사
1864년 조르쥬 엘펭이 우취에 대해 기고할 당시 엘펭은 지난 수년간 우표가 수집되고 연구에 진척이 있었으며 이 시점에선 이 취미를 위해서 그때까지 자주 사용되던 기존의 적절치 못하고 부정적인 우표광(프랑스어: Timbromanie)이라는 표현 대신에 새로운 단어가 만들어져야 된다고 보았다. 그래서 그는 그리스어에서 그 어원을 찾아 우취 즉 프랑스어로 Philatélie 라는 표현을 창조했다. 엘펭이 이런 표현을 사용한 것은 기존의 우표가 없던 시기에는 편지의 수신자가 우편요금을 지불해야 했던 반면에 우표의 도입 이후로 편지 수령에 '어떠한 비용이 없는' 형식으로 변화된것을 생각한 것이다. Philatélie 라는 표현이 용인되고 사용되면서 기존의 Timbromanie, Timbrohily, Timbrology 같은 단어들은 1860년대가 지나자 사라졌다.
1880년부터 본격적으로 많은 수집가들이 우표를 체계적으로 분류하고 정리하기 시작했다. 이런 시작은 같은 도안과 형식의 우표를 우표더미에서 체계적으로 분류하려는 의도에서 시작되었는데, 당시에도 지금과 마찬가지로 심층적인 연구를 통해 지질의 차이, 지질에 투영되는 투문의 차이, 색도 버라이어티, 천공의 차이, 그리고 빗나가게 발행된 우표나 잘못 발행된 에러 우표 등기타 다른 점들을 찾아내는 과정이었다. 과거나 지금이나 우정당국에서 그런 우표의 차이에 대한 기록을 남기지는 않으므로 왜 이런 우표가 발행되었으며 어떤 변화를 거쳤는지에 대한 작업까지도 순전히 우취인 스스로 해야 할 사항들이었다. 이런 과정에서 당시 매우 정교하게 발행된 수집가 상대의 위조나 모조우표도 구분할 필요성이 있다보니 우취는 더욱 전문적으로 발전하였고, 이런 작업 결과들을 책으로 출판하기도 하고 우취단체에서 발표하기도 했다. 이런 일련의 전개가 우취의 근대적인 시작이다.
우취단체의 시작은 1869년 창설된 런던 왕립 우취 협회(RPSL)로, 가장 오래되고 권위 있는 우취단체이다. 그 전에 1865년 프랑스에서 Société Philatéliquell 라는 단체가 있었다고는 하지만 일시적 성격이었고 단명했으므로 사실상 RPSL을 '최초이자 가장 오래되었다' 고 본다. 그 후로 1874년 프랑스에서 Société Française de Timbrologiell 라는 우취단체가 창설되었고, 독일에서도 독일 최초의 우취단체인 국제우취연맹(독일어: Internationaler Philatelistenvereinll)이 1877년 드레스덴에서 창설되었다. 오늘날 한국우취연합을 포함해 국가를 대표하는 우취단체는 약 1000여개 이상이 넘으며, 이들 대부분은 국제우취연맹으로 통합되어 있다.

한국 최초의 우취단체는 1956년 창설된 부산우취회이며 지금도 한국우취계를 이끌고 있는 중견단체이다. 통합연합단체는 1983년 5월 13일 창설된 한국우취연합으로 한국 우취계를 대표하고 있다.
세계 최초의 우취 서적은 1862년 영국 리버풀에서 시작되었는데 The Stamp Collector's Review and Monthly Advertiser 라는 것으로, 새로 발행되는 각국의 우표와 우취행사에 관한 논평이 포함된 월간 서적이었다. 우취잡지는 1887년 미국우취협회(APS)에서 발행한 American Philatelist 가 최초이다. 현재 1965년부터 발행된 한국의 '우표' 지를 포함한 총 1500개에 달하는 수의 정기 우취서적들이 각국에서 출판되고 있다.

## 우취의 개론
국제우취연맹에서 규정한 우취는 단순한 우표수집에 기초해 여기에 우표에 관한 전반적인 연구와 탐구가 수반된 것으로 해석하고 있다. 즉 총괄적인 우취는 인지와 우표에 대한 탐구를 의미하며, 이 연구에는 도안, 발행, 당국에서(대부분 우정청) 우표 발행을 공인된 다음의 우표의 사용(사용필)의 과정을 포함한다. 이에 의거해 우취는 총 6가지로 크게 대분류될 수 있다.
- 전문우취(영어: Technical Philately)는 우표 발행의 기술적 측면이나 우표 감식에 대한 연구로 특성상 기념우표보다는 보통우표에 더 신경을 쓴다. 즉 특정 국가에서 발행된 우표를 기본으로 삼으며 그 국가 우표의 세부적 사항으로 주제를 정해 연구하는 우취이다. 전문우취를 테마틱우취와 비교해 전통우취(영어: Traditional Philateiy)라 표현하는 경향이 있다. 전문우취는 다음과 같은 연구 대상 등이 있다.
  - 초기 우표 도안 과정
  - 지질(Paper) (전 세계적으로 매우 많은 종류가 포함됨.)
  - 인쇄기술(Printing) (일반적인 포토그라비아, 평판, 요판, 철판 등. 여기에는 각국에서 실시한 위조방지기술(투문 등) 등이 포함됨.)
  - 풀(Gum, 호면)의 유무
  - 전지 마진(Margin, 여백[1])의 발행정보.
  - 공동(Separation) (천공, 실공, 무공 혹은 천공 에러/버라이어티 등.)
  - 기존 우표에 대한 가쇄/첨쇄(Overprint)
  - 위조, 모략우표(Fake/Forgery). (특히 판별된 위조우표에 대한.)

그 밖에도 특정분야에 들어가지 않는 모든 우취는 형식상 전통우취에 속하게 되는데 국제우취연맹에서 제시한 10개 우취종목인 전통/테마틱/우편사/엽서류/항공/우주항공/수입인지/청소년우취, 우취문헌, 맥시머필리에 삽입되지 않는 분야를 일컫는다. 1989년 핀란드 국제우표전시회에서 시작되어 최근까지 진행되던 현대우취(영어: Modern Philately, 약칭 모필라(MOPHLA))도 전통우취에 다시 속하게 되었다.
- 테마틱 우취(영어: Thematic Philately, Topical Philately 라고도 함.)는 우표를 어떻게 ‘묘사’ 하고 ‘분류’ 하는가를 대전제로 탐구하는 우취이다. 동물, 새나 자동차, 곤충, 지도, 비행기, 통신, 특정인물 등의 수집의 주제를 자유롭게 정해[2] 자료를 수집한 후 이를 플랜(설계)에 따라 줄거리를 엮어 전개하는 것으로 전통우취와 달리 '개성' 이 매우 중시된다. 그러므로 전통우취 같은 기술적 요인이 중요한 것이 아닌 우표자료와 자신이 선택한 주제의 표현 방법이 바로 연구 대상이 되지만, 자료 제시는 전통우취의 규범을 어느정도 대체적으로 적용하고 있다. 다만 전통우취보다 훨씬 자유로워서 방안대지도 비규격 이외의 것을 사용할 수도 있다. 테마틱우취는 수백가지의 셀 수 없을 만큼의 주제와 탐구 대상이 있으며 수많은 우취가들에 의해 계속 창조되고 있는데, 선례로 맥시멈카드와 맥시머필리Maximaphily 가 테마틱우취에서 발현된 착상이다. 테마틱은 기본적으로 토피칼(테마) - 서브젝트 - 자료 구성으로 이어진다. 테마틱을 선정하고 구성할 때는 이 기본 틀로 구성하며, 그 이하의 내용은 우취인의 자의적 판단에 의해 구성하는 자율적 부분으로 이 부분에서 테마틱 작품의 가치가 판단된다.

- 우편사 우취(영어: Postal History Philately)는 기본적으로 우편에 사용된 우표에 초점을 맞춘 우취이다. 우편사 우취는 일부인, 우체국 국명, 우편 당국의 우편/우표에 관한 관제문서와 시행했던 우편제도, 우편료, 우편물이 발송자로부터 수신자로 전달되는 과정과 루트, 발송 수단 등을 탐구한다. 이 우취는 단순히 우표와 관련된 것이 아닌 더 포괄적인 우편 역사를 다루는데 예를 들자면 과거 미국에서 실시했던 조랑말 우편제도(영어: Pony Express) 라든지, 우표가 사용되기 전 그와 유사한 개념으로 유럽 등지에서 사용했던 선납인지, 전 세계적으로 가장 많이 사용된 역마우편제도, 몇몇 국가에서 사용된 깃털속달우편 등등이 있다. 우편사 우취는 어떤 우편물에 대한 가치를 상정하는 데 있어 가장 중요한 분야이다. 우편사 우취를 체계적으로 정리하자면 다음과 같은 대상 등이 있다.
  - 우표발행 이전(Prepostal History)
  - 우편요금의 변동, 우편인의 변동
  - 우편사업의 시대적 변천과 발전
  - 국내 우편/국제 우편 변동 사항, 우편물 운송 방식, 경로
  - 군사우편 (포로수용소 우편, 강제수용소 우편, 임시용 준군사체 우편 포함)
  - 특수우편물, 특수우편취급 : 즉 검열, 검역, 철도, 재난, 임시, 비상우편물 등등
  - 신문띠지

- 신데렐라우취(영어: Cinderella Philately)는 우표와 비슷하게 발행되었으나 그렇지 않은 종류, 예를 들자면 미국 부활절씰이나 전 세계적으로 발행되고 있는 크리스마스 씰, 탭(Tap), 선전용 라벨, 박물관 등의 여러 공인시설에서 수집가들을 위해 발행하는 기념품 같은 것들을 총칭적으로 수집하고 연구하는 우취를 말한다. 신데렐라 우취는 공식적인 작품우취가 아니라서 열린우취에 전적으로 포함되기도 하지만 엄연히 독립적인 분야라고 할 수 있다.

- 열린우취(영어: Open Class)는 비우편 자료로도 작품 구성을 할 수 있는 우취이다. 열린우취의 구성과 규정은 테마틱과 동일하지만 담뱃갑, 성냥, 크리스마스씰, 광고우편자료, 공중전화카드, 지폐, 화폐 등 아주 다양한 자료들을 사용할 수 있다. 다만 사용에도 규정이 있어 비 우취자료는 반드시 30% 이상, 우취자료 최소 50% 이상으로 구성을 해야 한다.

- 우취문헌우취(영어: Philatelical Literature Philately)는 우취와 관련된 문헌을 조사/연구하는 우취이다. 우취문헌우취도 국제적인 단체가 결성되어 있을 만큼 독립적인 우취이다.

- 수입인지우취(영어: Revenue Philately)는 전통우취에 속하게 되지만 독립적인 분야이다. 1992년부터 시작된 수입인지우취에서는 수입인지, 지방세 수입인지, 담배세인지, 주류세인지, 세관인지, 검사필증지, 카드증지, 약품증지, 사냥면허증지와 기타 등등의 인지가 포함된다. 우취 중에서 가장 참여도가 저조한 우취이다.

## 같이 보기
- 화폐학